# Vulcaniella rosmarinella
Vulcaniella rosmarinella ist ein Schmetterling (Nachtfalter) aus der Familie der Prachtfalter (Cosmopterigidae).

## Merkmale
Die Falter erreichen eine Flügelspannweite von 7 bis 8 Millimeter. Kopf, Thorax und Tegulae glänzen dunkelbraun und glitzern golden. Die Vorderflügel sind wie bei Vulcaniella grabowiella gezeichnet.
Bei den Männchen ist das rechte Brachium leicht gekrümmt und distal geweitet. Der Apex ist rundlich. Das linke Brachium ist ebenfalls leicht gekrümmt und rundlich. Die Valven sind parallelwandig. Die rechte Valvella ist kürzer als der distale Teil des Aedeagus. Sie ist leicht gekrümmt, kräftig und an der Basis sehr breit. Sie verjüngt sich allmählich in Richtung Apex. Die linke Valvella ist lang und verjüngt sich allmählich. Der distale Teil des Aedeagus verjüngt sich abrupt, der Apex ist gekrümmt.
Bei den Weibchen verengt sich das 8. Segment hinten. Die Antevaginalplatte ist V-förmig. Am hinteren Ende des 7. Sternits befindet sich eine sackförmige Sklerotisierung.

### Ähnliche Arten
Vulcaniella rosmarinella ist wie Vulcaniella grabowiella gezeichnet, unterscheidet sich aber durch den glänzenden dunkelbraunen Kopf, der ebenso wie der Thorax gefärbt ist. Die Tegulae sind nicht weiß gerandet.

## Verbreitung
Vulcaniella rosmarinella ist in Südeuropa beheimatet (Spanien, Frankreich, Korsika). Im Osten reicht das Verbreitungsgebiet bis Griechenland und Kreta. Die Art kommt auch in Nordafrika vor.

## Biologie
Die Raupen entwickeln sich an Rosmarin (Rosmarinus officinalis). Die Art bildet vermutlich zwei Generationen im Jahr. Die Raupen minieren im Frühling und im Sommer in den Blättern, die häufig auch zusammengesponnen sind. Die Minen beginnen als unregelmäßiger Fraßgang. Die Fraßgänge sind wenig transparent und innen mit Seide ausgekleidet. Sie nehmen die obere Blatthälfte ein, wodurch sich das Blatt braun färbt und sich zusammenzieht. Die Raupen wechseln die Mine einige Male, dabei wird auf der Blattunterseite in der Mitte ein kleines Loch genagt. Der Raupenkot wird teilweise durch das Eingangsloch ausgeworfen. Die Raupen verpuppen sich ohne Kokon innerhalb der Mine. Die Falter fliegen von Ende Mai bis Juli.

## Systematik
Aus der Literatur ist das folgende Synonym bekannt:
- Stagmatophora rosmarinella Walsingham, 1891

## Belege
1. 1 2 3 4 5 6 7  J. C. Koster, S. Yu. Sinev: Momphidae, Batrachedridae, Stathmopodidae, Agonoxenidae, Cosmopterigidae, Chrysopeleiidae. In: P. Huemer, O. Karsholt, L. Lyneborg (Hrsg.): Microlepidoptera of Europe. 1. Auflage. Band 5. Apollo Books, Stenstrup 2003, ISBN 87-88757-66-8, S. 156 (englisch).
2. 1 2  Vulcaniella rosmarinella bei Fauna Europaea. Abgerufen am 4. März 2012